# Janusz Mond
Janusz Mond (ur. 1 lipca 1951 w Krakowie, zm. 12 kwietnia 2016 w Gdyni) – polski aktor teatralny i filmowy.

## Życiorys
W 1973 ukończył Państwową Wyższą Szkołą Teatralna w Warszawie. W tym samym roku debiutował na deskach Teatru Narodowego w Warszawie w „Antygonie” Sofoklesa w reżyserii Adama Hanuszkiewicza. Członkiem zespołu teatru warszawskiego był do 1977, kiedy to przeniósł się do Teatru Ziemi Pomorskiej w Grudziądzu, gdzie występował w latach 1977-1979. Natomiast jako aktor filmowy zadebiutował w 1973, grając epizodyczną rolę w jednym z odcinków serialu „Droga” (reż. Sylwester Chęciński). Użyczał swojego głosu również w audycjach radiowych.

## Filmografia

### Filmy fabularne
- Cudowna lampa Aladyna (1972) – Aladyn (głos, polski dubbing)
- Akcja pod Arsenałem (1977) – Eugeniusz Koecher „Kołczan”,
- Lustro (1985) – Adam, brat Ani,

### Seriale
- Droga (1973) – chłopak poznany w Karolinie (odc. 3),
- Dom (1982 i 1997) (seria 2. i 3.),
- Siedem życzeń (1984) (odc. 7),
- Zmiennicy (1985) – członek ekipy realizującej film Spadkobiercy Grunwaldu (odc. 5),
- Dorastanie (1987) (odc. 2)
- Dekalog VIII (1988) – mieszkaniec kamienicy przy Nowakowskiego,
- Lokatorzy (2002) – Alfred Hudzik (odc. 105),
- Plebania (2008) – dyrektor (odc. 1024),
- Barwy szczęścia (2008) – lekarz (odc. 164),

### Asystent reżysera
- Kwiaty polskie (1974).